# Juli (Band)
Juli ist eine deutsche Pop-Rock-Band, die ursprünglich aus dem mittelhessischen Gießen stammt.
Die aus Eva Briegel, Jonas Pfetzing, Simon Triebel, Andreas „Dedi“ Herde und Marcel Römer bestehende Musikgruppe ging aus der zunächst englischsprachigen Band Sunnyglade hervor, die ab 2001 unter dem neuen Bandnamen Juli zu deutschsprachigen Texten wechselte. Der kommerzielle Durchbruch gelang ihr 2004 mit ihrer Debütsingle Perfekte Welle. Vor allem Mitte der 2000er-Jahre gehörte die Band mit ihren ersten beiden Alben Es ist Juli (2004) und Ein neuer Tag (2006) zu den erfolgreichsten und prägendsten deutschen Musikgruppen und gilt als ein wesentlicher Vertreter eines damaligen Booms deutschsprachiger Popmusik. 2005 gewann sie mit Geile Zeit den damals erstmals ausgetragenen Bundesvision Song Contest. Ab Ende der 2000er zog die Band sich immer wieder für längere Zeit aus der Öffentlichkeit zurück, veröffentlichte jedoch in größeren Abständen weitere Alben, zuletzt 2023 Der Sommer ist vorbei.

## Geschichte

### Sunnyglade
Schon im Alter von 13 Jahren machten Andreas Herde und Simon Triebel gemeinsam Musik, später stieß Jonas Pfetzing dazu. Mit der Sängerin Miriam Adameit und dem Schlagzeuger Martin Möller nahm die Band 1998 ein Album mit dem Titel Pictures of My Mind auf, das in einer Auflage von 500 Exemplaren erschien.
Seit Anfang 2000, als kurz nacheinander Eva Briegel und Marcel Römer zur Band stießen, spielt die Band in ihrer heutigen Besetzung. Als Sunnyglade gewann sie mit ihren damals noch englischsprachigen Stücken den Hessischen Rockpreis 2000 und erreichte den zweiten Platz beim Deutschen Pop-Preis des DRMV.
Anfang 2001 unterschrieb die Band bei EMI Music Publishing ihren ersten Verlagsvertrag. Es folgten weitere Aufnahmen bei dem Produzenten Lutz Fahrenkrog-Petersen in Berlin. Dort lernten die Mitglieder die Band Kain und den Musiker Tex kennen, deren deutschsprachige Musik sie ansprach. Daraufhin beschlossen sie, Sunnyglade inklusive aller Songs aufzugeben und unter dem Namen Juli deutschsprachige Lieder zu spielen. Der Bandname stammt von einem gleichnamigen Song von Tex.

### Anfänge von Juli
Der erste Auftritt unter dem Bandnamen Juli folgte im Juni 2002 und überzeugte sowohl das Publikum als auch den Musikverlag, vor allem aber die Bandmitglieder selbst. Zugleich konnte auch der Produzent Michael Gerlach überzeugt werden, worauf im Oktober 2002 neue professionelle Demoaufnahmen entstanden. Aufgrund der positiven Resonanz verschiedener Plattenfirmen auf dieses neue Demo erklärte sich ihr Musikverlag bereit, ein Showcase zu organisieren, das am 16. Januar 2003 im Oxymoron in Berlin stattfand. Drei Monate später, am 24. April 2003, veranstaltete Universal Music auf dem Dach seiner Deutschlandzentrale, dem Eierkühlhaus in Berlin-Friedrichshain, ein Unplugged Showcase mit mehreren Künstlern vor Entscheidungsträgern der Universal Europa, wozu Sängerin Eva Briegel und Gitarrist Jonas Pfetzing im Namen der Band vier Songs spielten.

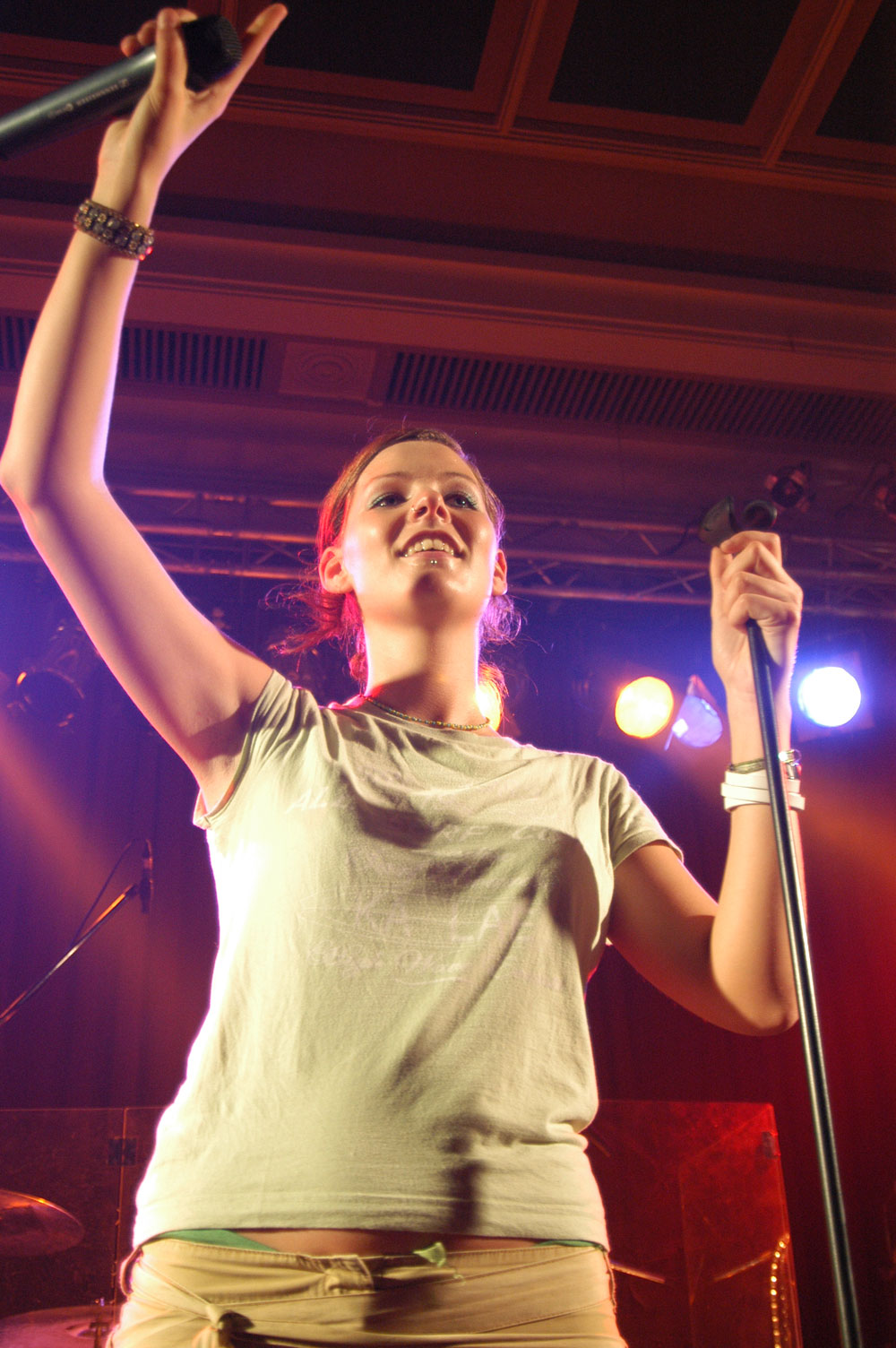
Eva Briegel bei einem Konzert der Clubtour im November 2004

Die Entscheidung über einen Plattenvertrag fiel mutmaßlich während dieses Auftrittes, zu dessen Einladung die Empfehlung eines A&R-Managers, der die Band bei dem Showcase am 16. Januar gesehen hatte, beitrug. Im August 2003, auf der Popkomm in Köln, unterschrieben die Bandmitglieder, etwa vier Jahre nachdem sie sich dies zum Ziel gemacht hatten, ihren ersten Plattenvertrag. Im selben Monat gewannen sie mit dem Titel Geile Zeit beim Fresenhagen Open-Air-Festival den Rio Reiser Songpreis.

### 2004–2006: Durchbruch mitEs ist Juli
Ihre erste Single Perfekte Welle erschien Ende Juni 2004 und hielt sich über ein halbes Jahr in den deutschen Single-Charts (im November 2004 stand sie auf Platz 2) und erreichte den Gold-Status. Das Lied wurde zu einer Art Hymne der im Jahr 2004 aufkommenden neuen Erfolgswelle deutschsprachiger Liedtexte und gab einer Reihe von Compilations mit deutschsprachiger Popmusik (Perfekte Welle – Musik von hier) den Namen.
Das Album Es ist Juli, das im September 2004 erschien, stieg von Null auf Platz 3 in die deutschen Album-Charts ein und erlangte mit über 700.000 verkauften Einheiten bis Herbst 2007 sieben Goldene Schallplatten.
Nach ihrer Teilnahme an der Radiotour von 1 Live durch Nordrhein-Westfalen im September 2004 begannen Juli im Oktober eine eigene Clubtour, die sie durch ganz Deutschland führte und die vollständig ausverkauft war. Es folgte eine Tournee als Vorband von Rosenstolz durch Deutschland, Österreich und die Schweiz.
Nach der Tsunami-Katastrophe in Südostasien im Dezember 2004 nahmen die meisten Radiosender das Lied Perfekte Welle aus dem Programm, da ihrer Meinung nach der Text eine ungewollte Doppeldeutigkeit erlangt hatte, da in Zeilen wie Das ist die perfekte Welle / das ist der perfekte Tag / lass dich einfach von ihr tragen / denk am besten gar nicht nach oder Jetzt kommt sie langsam auf dich zu / das Wasser schlägt dir ins Gesicht / du siehst dein Leben wie einen Film von Wellen die Rede ist. Die Band und ihre Plattenfirma Universal Music äußerten Verständnis für das Absetzen der Single.

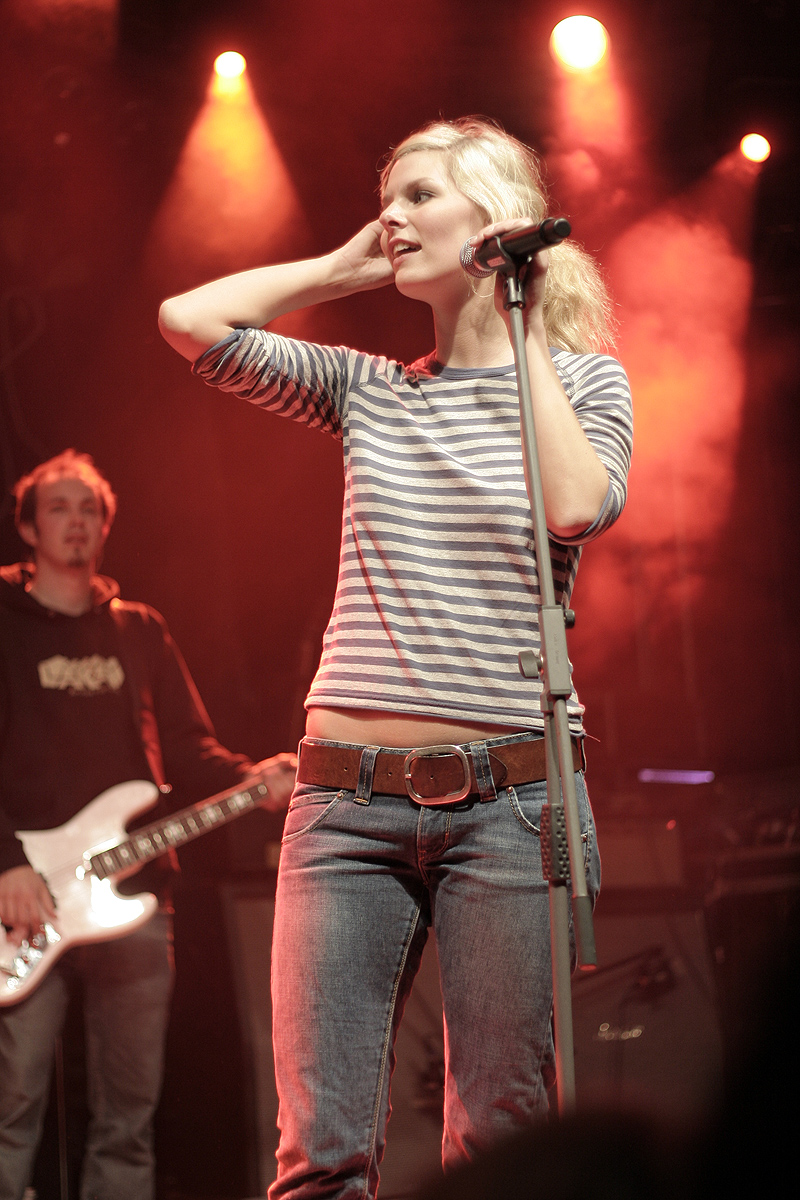
Eva Briegel bei einem Live-Auftritt im Mai 2006

Am 12. Februar 2005 erreichten Juli für ihr Heimatbundesland Hessen mit ihrer zweiten Single Geile Zeit den ersten Platz im Bundesvision Song Contest. Wenige Tage später begann ihre eigentliche Es-ist-Juli-Tour, welche den Auftakt für zahlreiche Konzerte und Festivals bildete, auf denen die Band einen Großteil des Jahres 2005 verbrachte. Darunter war auch die Teilnahme am Live-8-Konzert in Berlin, wo sie die Songs Geile Zeit und Perfekte Welle spielten. In dieser Zeit wurden noch drei weitere Singles veröffentlicht (Regen und Meer, Warum und November). Das Video zu Regen und Meer, in dem die Band eine Gruppe von Geiselnehmern zur Zeit des Deutschen Herbstes spielt, sorgte für mediale Kontroversen, unter anderem in der Bild, die das Video als „Terror-Video“ bezeichnete. Die Band Juli erklärte in einer Stellungnahme, das Video, in dem sich Eva Briegel als Geiselnehmerin in das von Oliver Korittke gespielte Entführungsopfer verliebt, diene der „Illustration […] einer unmöglichen Liebe“, solle die RAF nicht verklären und sei keine Anspielung auf die Entführung von Hanns Martin Schleyer. Das Lied Sterne wurde im Sommer 2005 vom Ersten als Titellied für die Übertragungen von der Tour de France ausgewählt.

### 2006–2007: Karrierehöhepunkt mitEin neuer Tag
Ab Herbst 2005 nahm die Band vorübergehend nur noch wenige öffentliche Termine wahr und zog sich nach Bochum zurück, um dort an ihren zweiten Studioalbum zu arbeiten. Es wurde bewusst erwachsener und ruhiger zu gestalten versucht. Während des Jahres 2006 spielte die Band auf einigen kleineren und größeren Festivals (Schlossgrabenfest, Donauinselfest, Soundgarden Festival u. a.). Im Juli 2006 waren die Arbeiten am neuen Album schließlich abgeschlossen.
Die Zeit bis zur Veröffentlichung des Albums, das den Titel Ein neuer Tag erhielt, wurde von einer starken medialen Präsenz begleitet. Am 22. September 2006 erschien die erste Singleauskopplung Dieses Leben, die direkt in die Top 5 der deutschen Singlecharts einstieg. Einen Tag nach Veröffentlichung der Single trat die Band mit dem Lied in der ersten Ausgabe der ProSieben-Sendung Schlag den Raab auf. Am 13. Oktober erschien schließlich das Album. Es verkaufte sich in der ersten Woche international 75.000-mal, erreichte damit Platz 18 der World United Album Charts und wurde mit über 200.000 verkauften Einheiten mit einer Platin-Schallplatte ausgezeichnet.
Mit dem Bambi in der Kategorie Musik national erhielt die Band am 30. November 2006 eine ihrer bisher bedeutendsten Auszeichnungen, mit der Eins Live Krone für die beste Band folgte am 7. Dezember 2006 der größte deutsche Radiohörer-Preis.

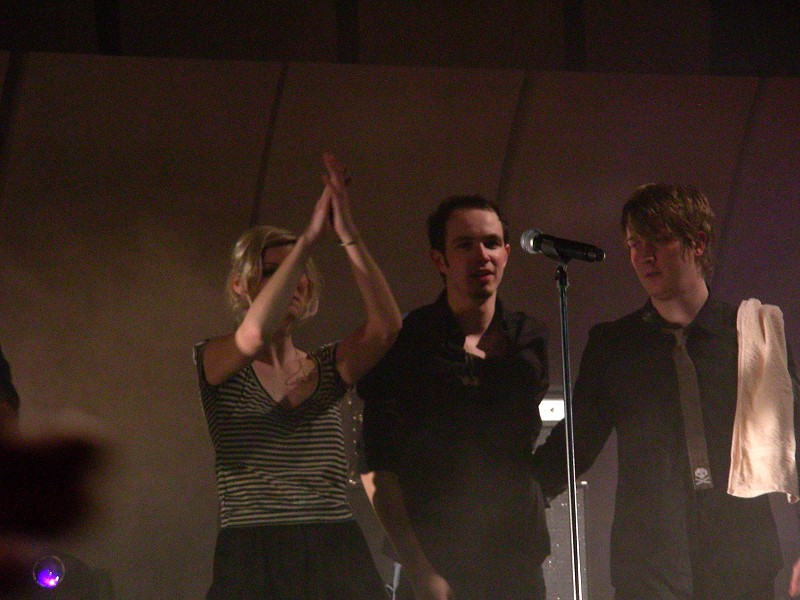
Eva Briegel, Andreas Herde und Jonas Pfetzing nach einem Konzert in der Mainzer Phönix-Halle am 21. Januar 2007

Nachdem am 15. Dezember 2006 mit Wir beide die zweite Single des Albums erschienen war, begann am 20. Januar 2007 die Tournee zum neuen Album, bei der einige Konzerte bereits Wochen vorher ausverkauft waren oder in größere Hallen verlegt werden mussten. Eigentlich sollte Am Besten sein als nächste Single im Januar 2007 ausgekoppelt werden, schließlich fiel die Entscheidung aber auf Zerrissen. Am 22. April 2007 stellte Juli sich und die neue Single im Rahmen der TV-Sendung Life-4-U in der Internet-Parallelwelt Second Life vor. Am 7. Juli 2007 traten Juli im Rahmen des Hamburger Live-Earth-Konzertes auf.
Zusammen mit der US-Band Dashboard Confessional veröffentlichten Juli am 27. Juli 2007 die gemeinsame Single Stolen. Des Weiteren erschien als vierte Singleauskopplung aus Ein neuer Tag der Titelsong Ein neuer Tag am 21. September 2007, die allerdings nicht an den Erfolg der vorherigen Singles anknüpfen konnte. Eine Woche später erschienen am 28. September 2007 das Live-Album Ein neuer Tag – live und die gleichnamige Live-DVD, die bei zwei Konzerten im Februar und März 2007 aufgezeichnet worden waren. Im November setzten sie ihre Ein-neuer-Tag-Tour in Deutschland fort und spielten weitere 14 Konzerte, diesmal in kleineren Städten und Hallen.

### 2008–2009: Weitgehender Rückzug aus der Öffentlichkeit
Im Jahr 2008 zog sich die Band fast vollständig aus der Öffentlichkeit zurück, es fand lediglich ein Auftritt der Band am Bergisel in Innsbruck bei einem Fanfest am Eröffnungstag der Fußball-Europameisterschaft 2008 statt. Zudem betrieben die Bandmitglieder verschiedene eigene Projekte, so schrieb Simon Triebel mit Udo Lindenberg dessen Titel Was hat die Zeit mit uns gemacht (der auch als Single erschien) sowie mehrere Songs für Fräulein Wunder. Jonas Pfetzing spielte Overdub-Gitarren für das Radiopilot-Debütalbum ein und erstellte Remixe für Radiopilot und Madsen. Eva Briegel spielte die Titelrolle im Musikvideo Trauriges Mädchen des Berliner Musikers Sven van Thom.
Für das Album Rhythms del Mundo – Cubano Alemán, auf dem bekannte deutsche Popsongs mit Klängen des Son Cubano unterlegt wurden, steuerte die Band Juli das Lied Dieses Leben bei. Im Dezember 2008 wurde diese Version des Liedes auch als Single veröffentlicht, konnte sich aber nicht in den Verkaufscharts platzieren.

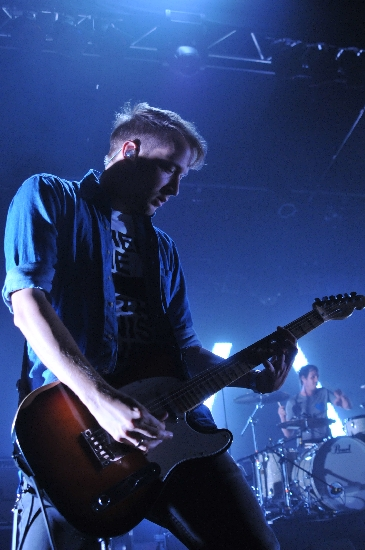
Simon Triebel bei einem Auftritt von Juli auf dem Zelt-Musik-Festival 2011

### 2010–2011:In Love
Laut ihrer offiziellen Website fingen Juli schon Ende April 2008 an, neue Songs für ihr drittes Album zu schreiben. Sie ließen jedoch offen, wie lange es dauern werde, bis das neue Album erscheine. Bereits im März 2009 befanden sich Juli im Studio, um an ihrem neuen Album zu arbeiten. Auf ihrer Myspace-Seite zeigten sie einige Videosequenzen aus ihrem Studio. Im Sommer 2009 erschien der Sampler A Tribute to Die Fantastischen Vier zum 20-jährigen Jubiläum der Stuttgarter Hip-Hop-Band, auf dem Juli mit dem Titel Er muss raus (einer Coverversion des Fanta-4-Titels Raus von 1996) vertreten waren.
Das neue Album In Love wurde am 17. September 2010 offiziell veröffentlicht. Bereits am 27. August erschien die Single Elektrisches Gefühl und stieg auf Platz 12 in die deutschen Singlecharts ein. Vor der Veröffentlichung wurde der Titel schon ab Anfang Juli 2010 von diversen Radio- und Fernsehsendern gespielt. Im Herbst 2010 und Frühjahr 2011 ging die Band auf Tournee; während des Festivalsommers 2011 wurden unter anderem das Zelt-Musik-Festival und das Deichbrand bespielt.
Mit der Single Du lügst so schön trat die Band im September 2011 erneut beim Bundesvision Song Contest an und belegte den 13. Platz. Für Aufsehen sorgte dabei insbesondere das ungewöhnliche Outfit von Eva Briegel, die in einem wallenden roten Kleid auftrat, das fast die ganze Bühne ausfüllte.
2011 drehten Juli im Rahmen der Reihe Sesamstraße präsentiert: Ernie & Bert Songs ein Video, in dem sie gemeinsam mit den Puppen Ernie und Bert eine Abwandlung ihres Songs Elektrisches Gefühl (unter dem Titel Komm endlich raus und spiel) zum Besten geben. Im Sommer 2012 gab die Band ein Konzert auf der Expo 2012 in Yeosu (Südkorea).

### 2014:Insel
Im September 2013 gaben Juli auf Facebook bekannt, dass sie an einem neuen Album arbeiten. Am 23. Juni 2014 trat die Band auf der Kieler Woche auf und spielte zwei neue Songs, unter anderem die erste Single Insel, die am 12. September 2014 ausschließlich als Download erschien. Auch die Songs Jetzt (19. September 2014) und Eines Tages (26. September 2014) wurden vorab als Downloads veröffentlicht. Das Album Insel erschien am 3. Oktober 2014 als Download und auf CD und LP. Es erreichte Platz 10 in den deutschen Verkaufscharts und damit die bislang niedrigste Platzierung aller Juli-Alben. Im März 2015 ging die Band erstmals seit 2011 auf Tournee durch Deutschland und Luxemburg. Im Sommer 2015 folgten einige Festivalauftritte, ebenso in den Jahren 2016 und 2017.
Ab etwa Mitte der 2010er-Jahre wandten die Bandmitglieder sich auch verstärkt weiteren Projekten zu. So bildete Simon Triebel gemeinsam mit Alexander Zuckowski ein Produzenten- und Autorenduo, das seit 2015 insbesondere mit dem Latin-Pop-Sänger Álvaro Soler auch internationale Erfolge erzielen konnte. Jonas Pfetzing gründete 2012 gemeinsam mit dem ehemaligen Blackmail-Sänger Aydo Abay zunächst noch als Duo die Band ABAY, die 2014 eine erste EP und 2016 ihr Debütalbum veröffentlichte.

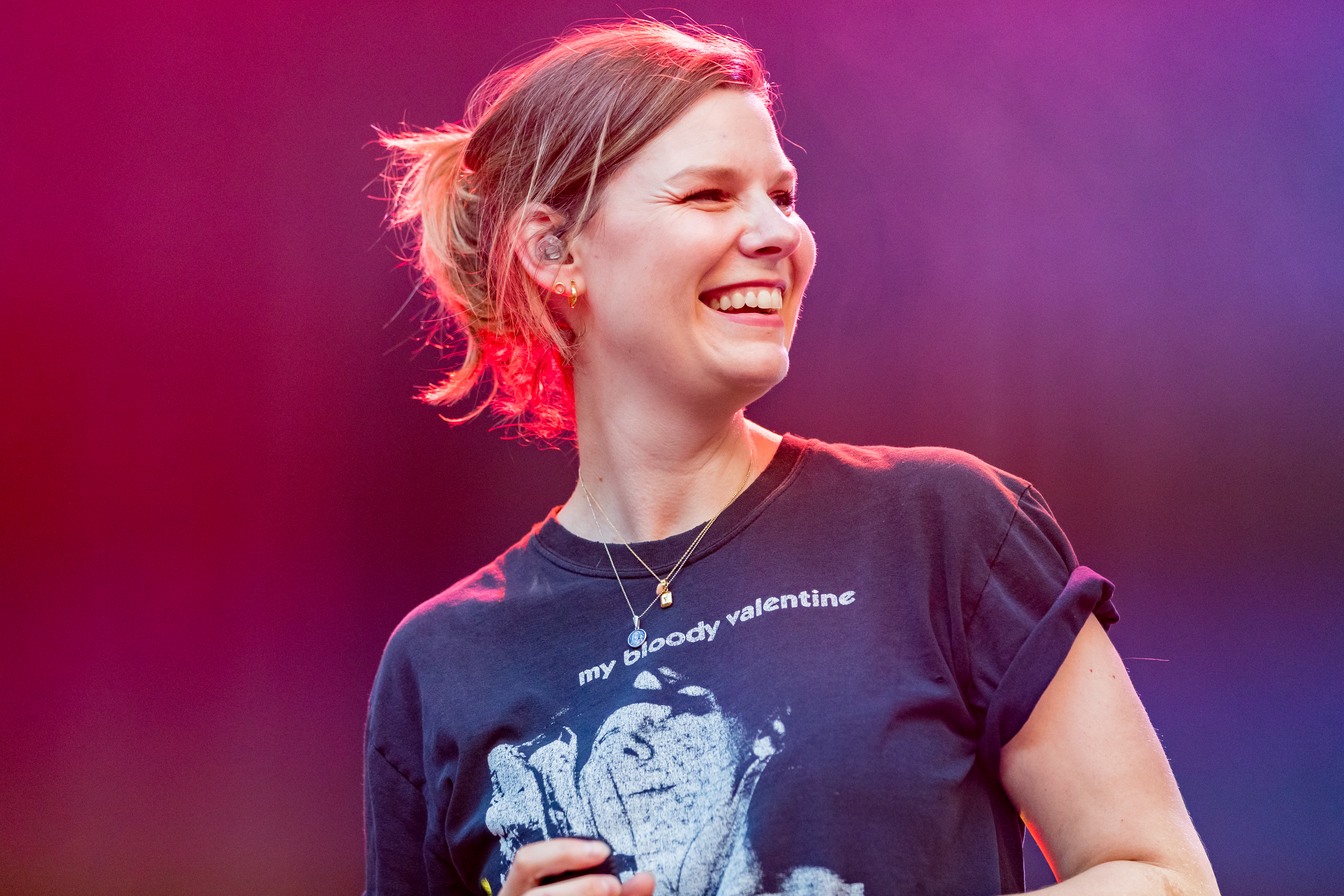
Eva Briegel (2019)
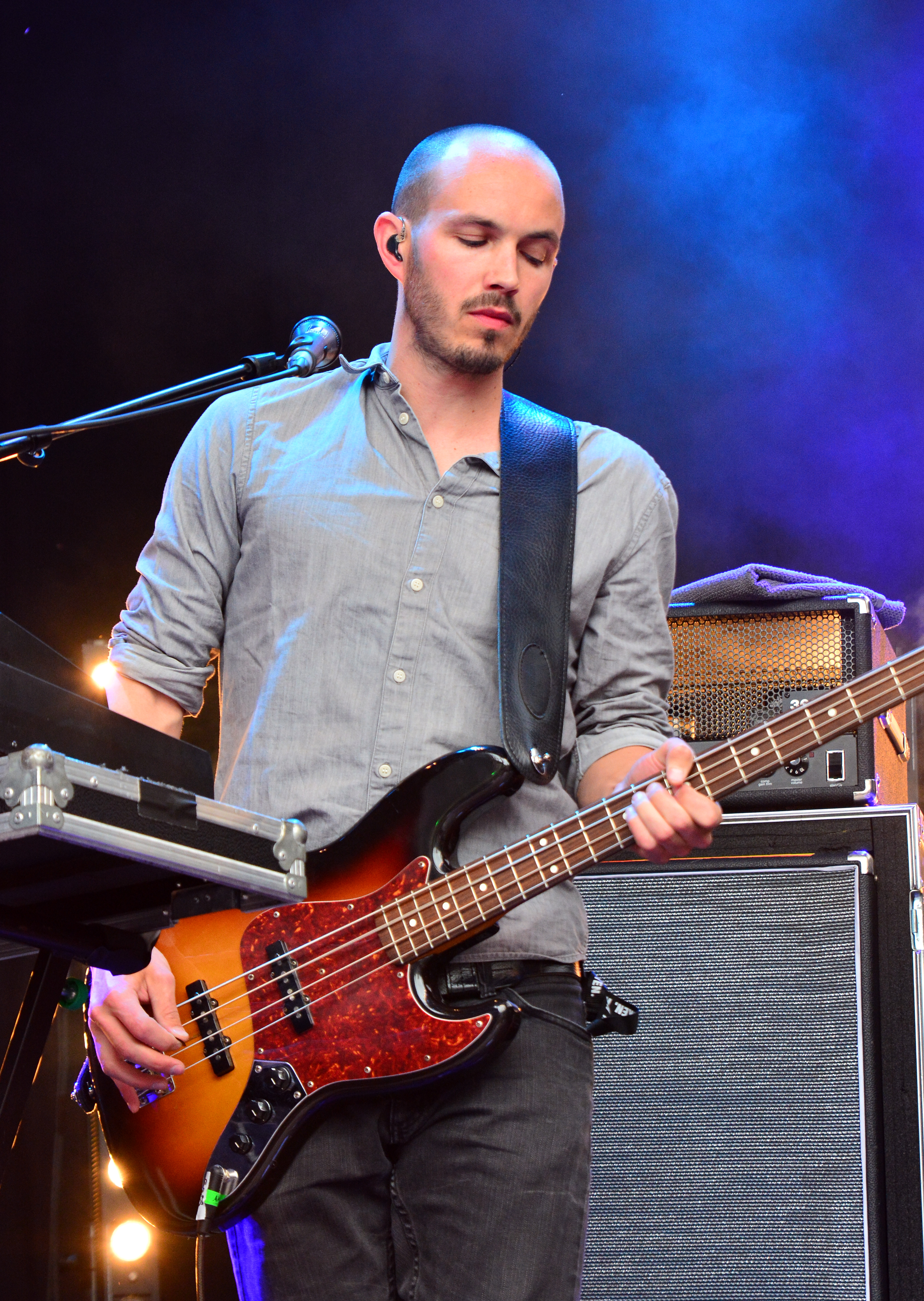
Andreas „Dedi“ Herde (2015)
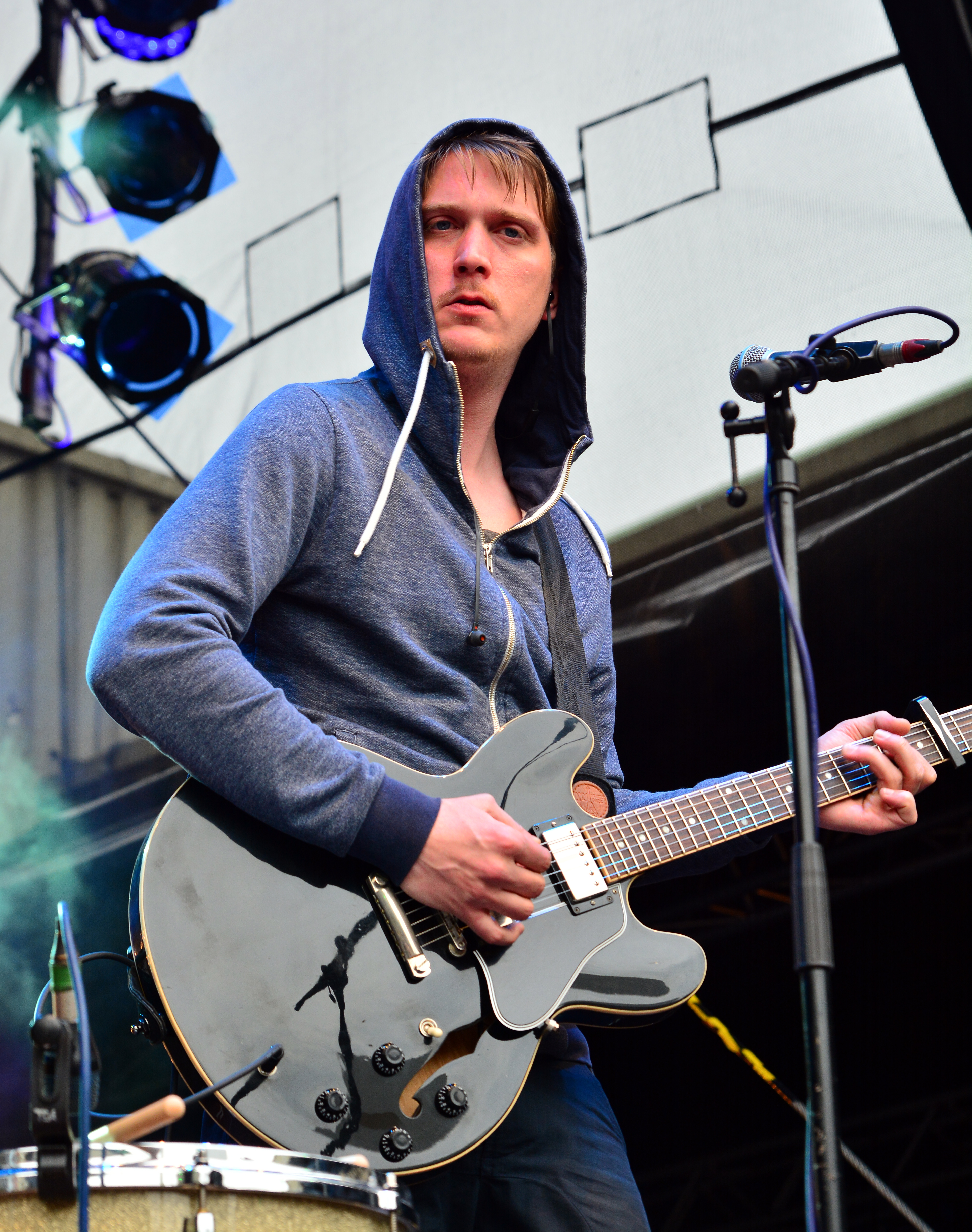
Jonas Pfetzing (2015)
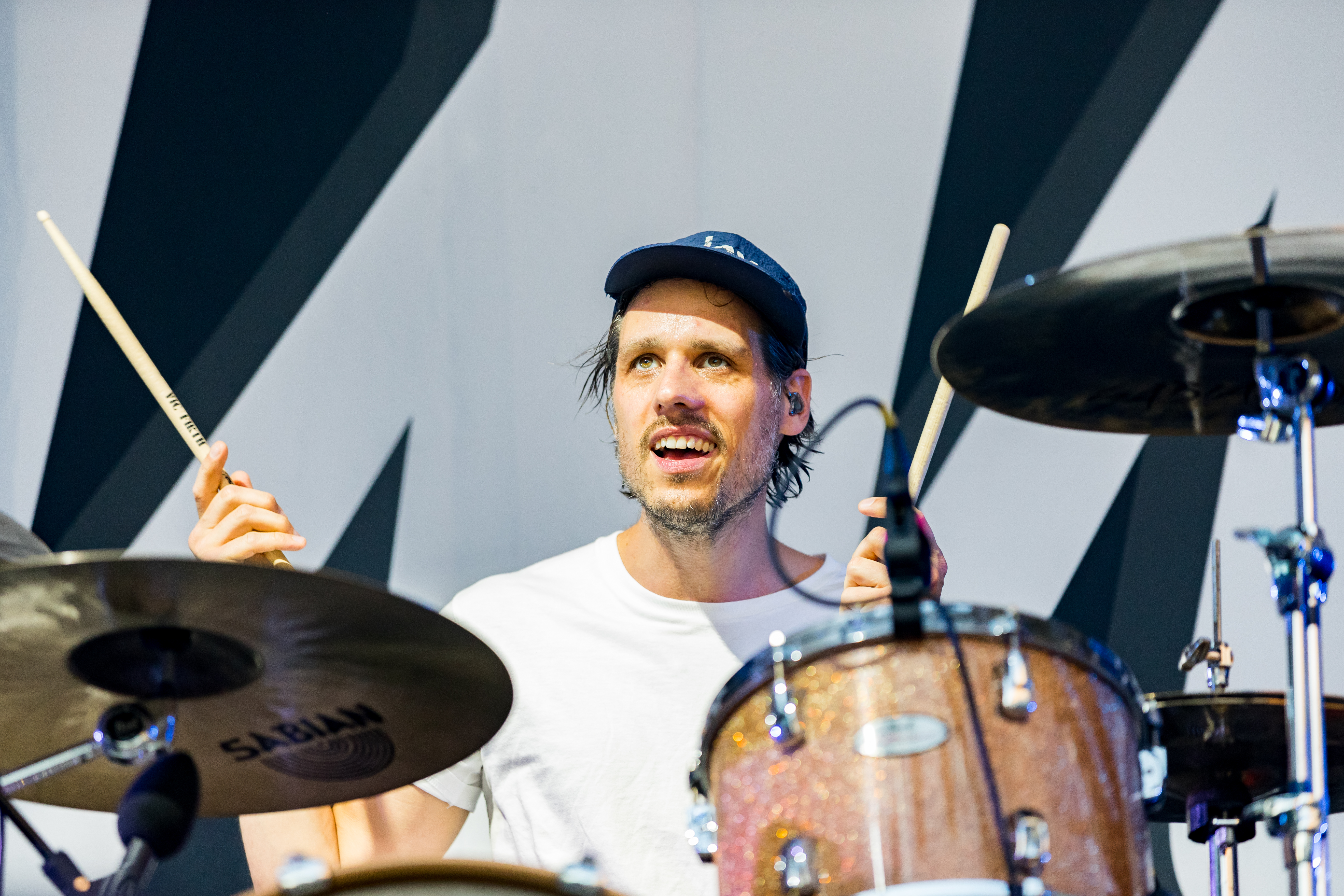
Marcel Römer (2019)
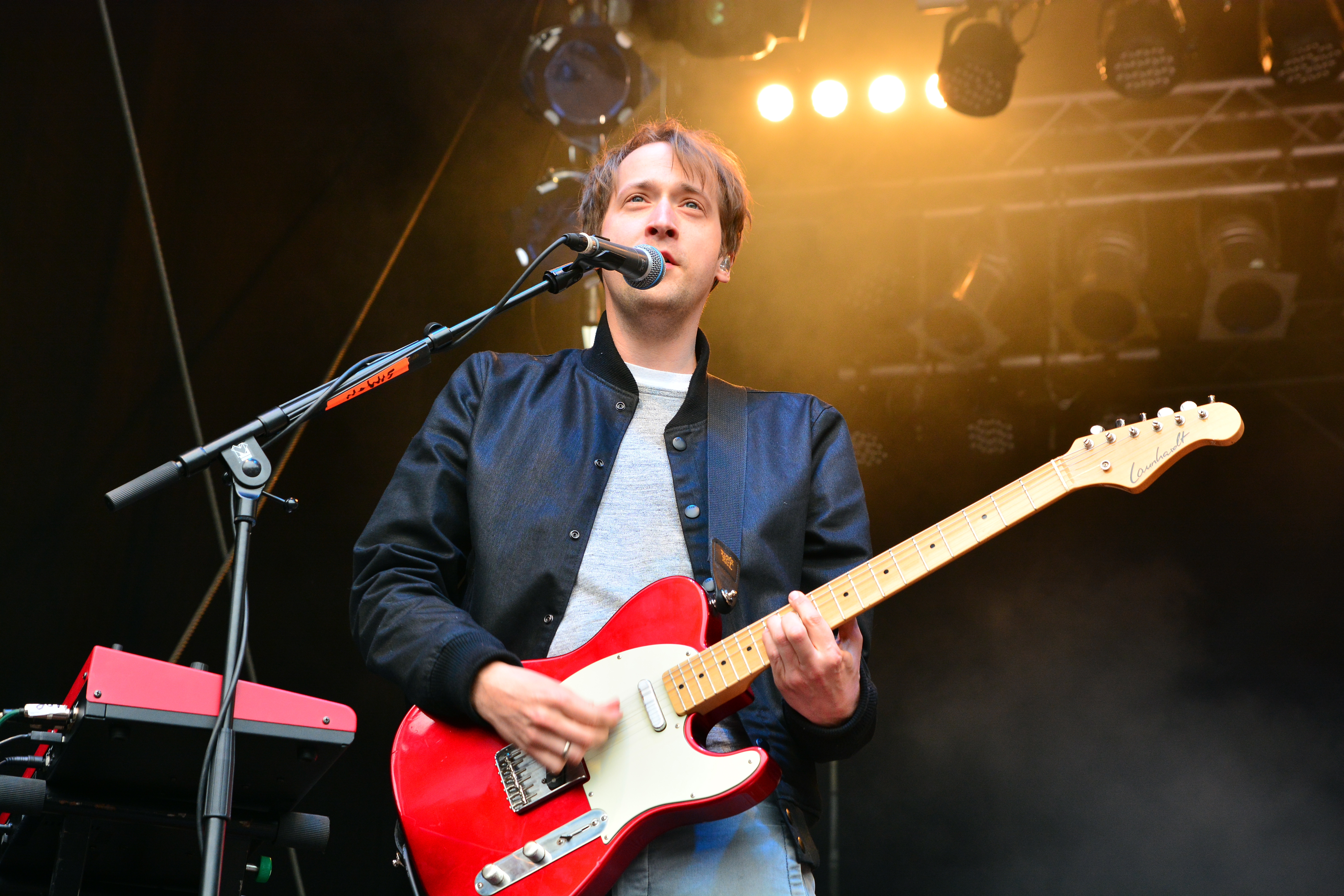
Simon Triebel (2015)

### Seit 2019:Der Sommer ist vorbei
Am 26. April 2019 erschien mit Fahrrad eine neue Single der Band. Diese konnte sich jedoch nicht in den deutschen Singlecharts platzieren. Der Single folgten erneut einige Festivalauftritte, aber – auch bedingt durch die ab Frühjahr 2020 einsetzende COVID-19-Pandemie in Deutschland – zunächst keine weiteren Veröffentlichungen und keine eigene Tournee. In den Jahren 2021 und 2022 veröffentlichte Universal Music die fünf digitalen Juli-EPs Nacht, Da draußen, Liebe, Wanderlust und Retrovibes, die jedoch kein neues Material enthielten, sondern Neuzusammenstellungen bekannter Titel waren.

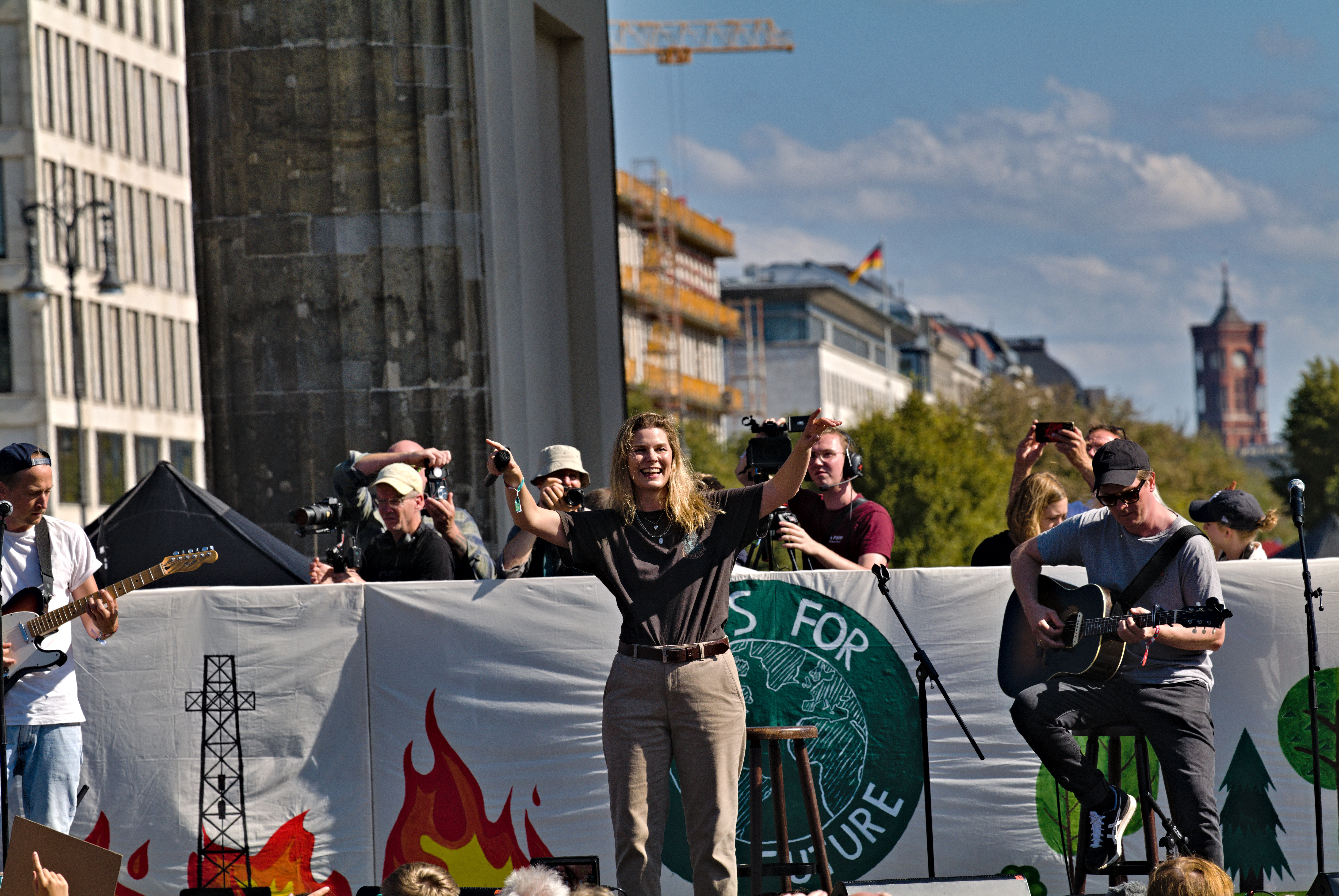
Auftritt auf einer Kundgebung von Fridays for Future am Brandenburger Tor am 15. September 2023

Am 16. September 2022 erschien mit Fette wilde Jahre die erste neue Single der Band seit 2019. Am 11. November 2022 folgte die Single Der Sommer ist vorbei. Im Jahr 2023 folgten die Titel Gehen oder bleiben (3. März 2023), Wolke (7. April 2023) und Irgendwann (21. April 2023).
Am 28. April 2023 erschien nach achteinhalb Jahren das fünfte Studioalbum Der Sommer ist vorbei. Im Mai 2023 ging die Band erstmals wieder auf eigene Deutschlandtournee, wobei einige Konzerte wegen einer Erkrankung Eva Briegels verschoben werden mussten. Zudem zeichnete die Band im Rahmen der 3sat-Reihe Pop Around @ Bauhaus ein Konzert im Bauhaus Dessau auf. Am 15. September 2023 traten Eva Briegel, Simon Triebel und Jonas Pfetzing auf einer Kundgebung zum 13. globalen Klimastreik von Fridays for Future vor dem Brandenburger Tor auf.
Am 19. April 2024 wurde eine „Deluxe Edition“ des Albums Der Sommer ist vorbei mit drei neuen Titeln veröffentlicht. Von April bis Juni 2024 war Eva Briegel in der elften Staffel der Vox-Show Sing meinen Song – Das Tauschkonzert zu sehen, wobei sich die erste Folge um die Lieder der Band Juli drehte. Im September 2024 ging die Band zum 20. Jahrestag ihres Debütalbums auf Jubiläumstournee durch Deutschland, Österreich und die Schweiz.

## Einordnung
Die ersten drei Singles (Perfekte Welle, Geile Zeit und Regen und Meer) stiegen an die Spitze der deutschen Airplaycharts. Auch Dieses Leben konnte diesen Erfolg wiederholen und hielt sich gleich fünf Wochen lang ununterbrochen auf Platz eins. Die beiden Nachfolgesingles Wir beide und Zerrissen schafften es ebenso in die Top 5.
Zur Zeit der ersten Erfolge von Juli hatten noch eine Reihe anderer deutschsprachiger Bands ihren Durchbruch. Unmittelbar vor Juli hatten u. a. Wir sind Helden (erste Veröffentlichung Februar 2003) und Silbermond (erste Veröffentlichung März 2004) ihren Durchbruch. Die Tatsache, dass diese Bands alle mit einer Sängerin und deutschen Texten auftraten, sorgte von Anfang an für Aufmerksamkeit und wurde als Trendwende auf dem bis dahin von englischsprachiger Popmusik geprägten deutschen Musikmarkt empfunden, zu deren wesentlichen Protagonisten die Band Juli gezählt wurde. Der Liedtitel Perfekte Welle führte dabei auch zu Assoziationen mit der Neuen Deutschen Welle, etwa in  Presseüberschriften wie Die perfekte deutsche Welle (Die Welt) oder Neue deutsche perfekte Welle (Süddeutsche Zeitung). Die Band selbst lehnte eine entsprechende Einordnung in eine „deutsche Schublade“ schon zu Beginn ihrer Karriere strikt ab und wies auch eine von Medien und Öffentlichkeit teilweise angenommene Konkurrenzsituation zu Silbermond klar von sich.

## Diskografie
Studioalben

| Jahr | Titel Musiklabel                            | Höchstplatzierung, Gesamtwochen, AuszeichnungChartplatzierungen (Jahr, Titel, Musiklabel, Platzierungen, Wochen, Auszeichnungen, Anmerkungen) | Höchstplatzierung, Gesamtwochen, AuszeichnungChartplatzierungen (Jahr, Titel, Musiklabel, Platzierungen, Wochen, Auszeichnungen, Anmerkungen) | Höchstplatzierung, Gesamtwochen, AuszeichnungChartplatzierungen (Jahr, Titel, Musiklabel, Platzierungen, Wochen, Auszeichnungen, Anmerkungen) | Anmerkungen                                                  |
| Jahr | Titel Musiklabel                            | DE | AT | CH | Anmerkungen                                                  |
| ---- | ------------------------------------------- | --- | --- | --- | ------------------------------------------------------------ |
| 2004 | Es ist Juli Island Records (UMG)            | DE2 ×3Dreifachplatin · (75 Wo.)DE | AT4 Platin · (50 Wo.)AT | CH7 Platin · (52 Wo.)CH | Erstveröffentlichung: 20. September 2004 Verkäufe: + 670.000 |
| 2006 | Ein neuer Tag Island Records (UMG)          | DE1 Platin · (52 Wo.)DE | AT4 (13 Wo.)AT | CH3 (19 Wo.)CH | Erstveröffentlichung: 19. September 2006 Verkäufe: + 200.000 |
| 2010 | In Love Island Records (UMG)                | DE4 Gold · (25 Wo.)DE | AT17 (6 Wo.)AT | CH33 (2 Wo.)CH | Erstveröffentlichung: 17. September 2010 Verkäufe: + 100.000 |
| 2014 | Insel Island Records (UMG)                  | DE10 (4 Wo.)DE | AT66 (1 Wo.)AT | CH73 (2 Wo.)CH | Erstveröffentlichung: 3. Oktober 2014                        |
| 2023 | Der Sommer ist vorbei Polydor Records (UMG) | DE9 (3 Wo.)DE | — | — | Erstveröffentlichung: 28. April 2023                         |

## Nominierungen und Auszeichnungen
Eins Live Krone
- 2004: nominiert: in der Kategorie Beste Newcomer
- 2005: nominiert: in der Kategorie Bester Liveact
- 2006: in der Kategorie Beste Band
- 2007: nominiert: in der Kategorie Beste Single (mit Dashboard Confessional für Stolen)
- 2010: nominiert: in der Kategorie Beste Band

Bravo Otto
- 2004: in der Kategorie Shootingstar

European Border Breakers Award
- 2006: in der Kategorie Deutschland

Bambi
- 2006: in der Kategorie Musik national

Echo
- 2005: nominiert: in den Kategorien Gruppe des Jahres (national), Newcomer des Jahres (national) und Download des Jahres (national oder international) (für Perfekte Welle)
- 2007: nominiert: in der Kategorie Bestes Video (für Dieses Leben)

VIVA Comet
- 2005: nominiert: in den Kategorien Beste Band, Bestes Album (für Es ist Juli), Bester Song (für Perfekte Welle) und Bestes Video (für Geile Zeit)
- 2007: nominiert: in der Kategorie Beste Band
- 2011: nominiert: in der Kategorie Bester Song (für Elektrisches Gefühl)

MTV Europe Music Awards
- 2007: nominiert: in der Kategorie Best German Act

Sonstige
- 2003: Rio Reiser Songpreis Fresenhagen-Festival
- 2005: Sieger des Bundesvision Song Contest (Geile Zeit)